# Clan Graziano
Il clan Graziano è un sodalizio camorristico originario di Quindici. Da decenni è coinvolto in un feroce conflitto, nel quale è contrapposto al clan Cava.

## Storia
Il clan era già attivo durante gli anni Sessanta e, congiuntamente agli attuali rivali dei Cava e ad altre famiglie criminali, formava un unico gruppo camorristico, denominato "Clan dei Quindiciari". Prima di allora, la famiglia criminale quindicese più potente era quella dei Siniscalchi, il cui maggiore esponente, Michele Siniscalchi, ebbe anche rapporti col boss italo-americano Lucky Luciano. Quella che si potrebbe definire come la prima faida di Quindici, risale agli inizi degli anni '70 e scaturì dopo l'omicidio del boss-sindaco Fiore Graziano - avvenuto nel settembre del '72 ad opera della famiglia Grasso -, un omicidio eccellente che aveva dato il via al conflitto Grasso-Graziano. La faida tra i Graziano e i Grasso si concluse con il trionfo dei primi; i Graziano, in quegli anni, sono i veri padroni di Quindici. Il 23 novembre del 1980 un violento terremoto si abbatte sull'Irpinia: è allora che i Graziano entrano in conflitto con il clan Cava. I due clan, fino ad allora alleati in un unico clan, si scindono. La faida di Quindici inizia per motivi economici (denaro stanziato per la ricostruzione post-terremoto) e si inasprisce a seguito dell'adesione dei Graziano alla Nuova Camorra Organizzata e dei Cava alla Nuova Famiglia per poi divenire, negli anni, sempre più, motivata e portata avanti da un nascente e crescente odio fra le due famiglie quindicesi, ognuna delle quali, nel corso dei decenni, ha tentato di estirpare quella rivale. Per ben cinque volte, i Graziano sono riusciti a far eleggere, nel solo comune di  Quindici, altrettanti sindaci, due uccisi e tre destituiti dall'incarico per camorra.
Il 26 maggio 2002, alla periferia del comune di Lauro, i Graziano si resero responsabili di quella che poi, in seguito, fu denominata "Strage delle donne". Cinque donne del clan Cava, la sera del 26 maggio 2002, erano a bordo di una vettura Audi, quando furono raggiunte da una raffica di proiettili che non lasciarono scampo a tre delle presenti, ovvero Clarissa Cava, appena 16enne, Michelina Cava e Maria Scibelli, rispettivamente figlia, sorella e cognata del boss Biagio Cava, tutte e tre rimaste uccise. Nell'agguato fu gravemente ferita anche Felicetta Cava, altra figlia del boss Biagio, il quale era detenuto a Nizza, Felicetta rimase paralizzata. Nell'auto sulla quale le donne viaggiavano, furono rinvenute diverse pistole, bombolette di acido spray, roncole, forbici e mazze chiodate.
La strage fu l'apparente culmine di una faida che segnò profondamente il Vallo di Lauro e che causò decine di vittime, sia da una fazione che dall'altra. In drammatiche intercettazioni avvenute subito dopo la strage, si sentì il boss Salvatore Luigi Graziano, in preda all'euforia, esclamare: "Le abbiamo ammazzate tutte, non ne è rimasta nemmeno una di quelle zingare" e stappare una bottiglia di spumante per dare il via ai festeggiamenti per la tanto bramata morte delle rivali.

## Situazione odierna
Il clan, dopo uno stato di dormiveglia, è tornato a far parlare di sé il 1º agosto 2019, allorquando cinque affiliati, tra cui Fiore e Salvatore Graziano, figli del boss Arturo Graziano, sono finiti in manette. I cinque affiliati arrestati, tutti del Vallo di Lauro, si sarebbero resi responsabili di alcuni atti estorsivi, detenzione abusiva di armi da fuoco e da guerra e attentati - come quello operato contro la sede di Irpiniambiente, contro la quale furono esplosi numerosi colpi di carabina - , creando un vero e proprio terrore nelle vittime, promosso mediante brutali minacce, auto incendiate, blitz nei cantieri armi alla mano e volto travisato da passamontagna. La Procura Distrettuale Antimafia ha delineato uno scenario piuttosto inquietante; è infatti emerso che gli arrestati stavano dedicandosi alla preparazione di un attentato in cui sarebbero dovuti morire Salvatore Cava (da poco scarcerato e figlio di Biagio Cava, storico boss del clan omonimo, nei riguardi del quale l'odio dei Graziano non si è mai spento) e Rosalba Fusco, madre di Salvatore Cava e moglie del boss defunto Biagio Cava. Non solo: è stato rinvenuto, nelle campagne di Quindici, dal Reparto Speciale dei Cacciatori del Gargano, un manichino di una donna con due fori all'altezza del cuore provocati da un fucile di precisione. Secondo gli investigatori, era lì che gli arrestati si riunivano per allenarsi a sparare, in vista dell'efferato delitto. Il duplice omicidio avrebbe dovuto rilanciare l'attività della cosca quindicese, i cui esponenti non hanno mai smesso di voler riassumere il controllo del territorio e di voler tornare come ai tempi del capoclan Pasquale Raffaele Graziano, esponente di spicco della Nuova Camorra Organizzata di Raffaele Cutolo. L'operazione testimonia come il clan, nonostante le decine e decine di arresti e i sequestri patiti negli ultimi anni, sia ancora vivo ed agguerrito.

## Boss
- Adriano Sebastiano Graziano, detto 'O Professore
- Antonio Graziano, detto 'O Sanguinario
- Arturo Graziano, detto 'O Guaglione
- Felice Graziano, detto Felicione
- Fiore Graziano, detto Ciore 'i bomba
- Raffaele Pasquale Graziano
- Salvatore Luigi Graziano

## Fatti eclatanti riguardanti il clan

### Strage di Scisciano
A Scisciano, frazione Spartimento, il 21 novembre 1991, ad opera di esponenti del clan Cava, avviene una strage in cui perderanno la vita Eugenio Graziano, 30 anni, ex sindaco di Quindici e all'epoca dei fatti latitante, il cugino Vincenzo Graziano, 22enne, e il loro guardaspalle, il 21enne Gaetano Santaniello. La strage fu ideata e portata a termine dai Cava, allo scopo di eliminare le "nuove leve" del clan Graziano. Le tre vittime, tutte di Quindici, si erano recate a Scisciano, presso una carrozzeria, dacché una loro autovettura blindata aveva fuso il motore. I tre erano lì, in quella carrozzeria, quando, d'improvviso, una raffica di kalashnikov piove verso di loro; Santaniello è il primo a morire: ha avuto a stento sentore di ciò che sta accadendo, quando i proiettili gli spappolano la scatola cranica. Vincenzo Graziano prova a fuggire, ma la strategia dei killer è ben congegnata: fa pochi metri e viene falciato a colpi di mitra. È la volta di Eugenio Graziano: cerca di fuggire attraverso le campagne circostanti, il secondo gruppetto di killer lo insegue e gli spara. Per finire, i killer gli rendono irriconoscibile il volto, dopo avergli scaricato contro raffiche di kalashnikov. Vincenzo ed Eugenio erano nipoti del boss ed ex sindaco di Quindici Raffaele Pasquale Graziano. La mattanza fu conseguenza della faida che, già dai primi anni '80, vedeva contrapposti i Cava ed i Graziano.

### Strage delle donne
La sera del 26 maggio del 2002, a Lauro, un'Audi con a bordo alcune donne del clan Cava viene seguita e speronata da un'altra auto, un'Alfa Romeo condotta dal boss Salvatore Luigi Graziano, che si trova in compagnia di alcuni/e parenti. All'indirizzo dell'auto delle Cava, parte una pioggia di proiettili che uccide tre parenti del boss Biagio Cava: Clarissa Cava (16 anni, figlia del boss); Michelina Cava (51 anni, sorella del boss); Maria Scibelli (53 anni, cognata del boss). Un'altra figlia del boss Cava - Felicetta Cava, 19 anni - rimarrà inchiodata per sempre ad una sedia a rotelle. Alla fine, si conteranno 3 morti e 6 feriti. A compiere l'eccidio, un gruppo di donne del clan Graziano supportate da almeno due uomini (il boss Salvatore Luigi Graziano e Antonio Mazzocchi, cognato del boss Adriano Graziano, anche quest'ultimo sospettato di aver fatto parte del commando) le quali, per via dell'assenza dei vecchi capi, dovuta a detenzioni, latitanza o decessi, avevano affiancato figli e nipoti nella gestione della cosca. Tra queste, vi erano Alba Scibelli, 41enne, moglie di Eugenio Graziano, ex sindaco di Quindici, rimasto vittima della strage di Scisciano; Chiara Manzi, di anni 62, moglie di Salvatore Luigi Graziano, in dosso alla quale fu trovato un fucile da 9 mm che la donna aveva infilato nel reggiseno; e le due figlie di Alba, Stefania e Chiara Graziano, 19 e 20 anni. Della strage diede notizia e scrisse anche la BBC News.